# 賦 (訴訟)
賦（くばり）とは、中世日本（鎌倉・室町両幕府）において行われた訴訟手続の過程の1つ。この手続を扱う機関や担当者（賦奉行）などを指す場合もある。

## 概要
執権北条時頼の時代に成立した引付衆は、番制を採用して複数の法廷を開催することを可能としたが、その一方で受理した訴状を各番に適切に配分する必要性が生じた。受理した訴状を引付の各番に順次送付する役目を担ったのが賦奉行であり、賦奉行によって配分された訴状を賦と称した。
賦を受けた引付の各番は被告に陳弁を求めるための問状を送付し、これによって裁判が開始されることになるのである。鎌倉幕府の賦奉行は引付の導入によってその役割が低下した問注所の管轄下に置かれ、問注所による賦を受けて引付が裁判を進める形式を取った。室町幕府になると、所務沙汰は管領、検断沙汰は侍所頭人、雑務沙汰は政所執事の管轄となり、その被官がそれぞれの訴訟に関する賦奉行に任じられて、形骸化した引付に代わって設置された各種の奉行人に対して賦を執り行った。